# طابع شبه بريدي
الطابع شبه البريدي المعروف أيضًا باسم الطابع الخيري، هو طابع بريد يصدر لجمع الأموال لغرض معين ويباع بعلاوة على القيمة البريدية. عادةً ما يظهر الطابع فئتين تفصل بينهما علامة زائد، ولكن في كثير من الحالات تكون الفئة الوحيدة التي تظهر هي فئة السعر البريدي، ويدفع عميل البريد ببساطة السعر الأعلى عند شراء الطوابع.

## أول الطوابع شبه البريدية
كانت أول بطاقة شبه بريدية في الواقع بطاقة بريدية؛ حيث أصدرت المملكة المتحدة لبريطانيا العظمى وأيرلندا بطاقة بقيمة اسمية قدرها بنس واحد للاحتفال بذكرى البريد الموحد للبنسات في عام 1890، ولكنها باعتها بستة بنسات، مع إعطاء الفرق لصندوق عمال البريد. وصدرت أول طوابع شبه بريدية في عام 1897 من قبل مستعمرتي نيو ساوث ويلز وفيكتوريا الأستراليتين، اللتين احتفلتا باليوبيل الماسي للملكة فيكتوريا بطوابع بريدية مقومة بالبنسات، ولكنها بيعت مقابل شلنات، بزيادة 12 ضعفًا عن القيمة الاسمية. كان كلا الإصدارين يحتويان على طوابع فئة 1د و2د ونصف والتي بيعت بـ1 و2/6 على التوالي. ولقد تبرع بالفرق بين القيمة المسماة وسعر البيع لصناديق دعم المستشفيات. كان صندوق نيو ساوث ويلز الجنوبية هو صندوق دار المستهلكين الذي أُنشئ لرعاية المرضى المصابين بالسل. في عام 1900، أصدرت ولايتا فيكتوريا وكوينزلاند الأستراليتان مجموعتين من الطوابع البريدية لجمع التبرعات للعائدين من حرب البوير وعائلاتهم.

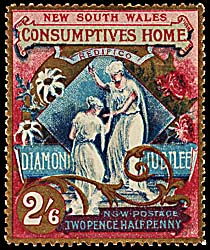
أول طوابع بريدية شبه بريدية صادرة في نيو ساوث ويلز

## القرن العشرين
انتشرت الطوابع شبه البريدية في البلدان الأوروبية في بداية القرن العشرين. وقد صارت في كثير من الحالات إصدارات سنوية قياسية، مثل سلسلة Pro Juventute السويسرية التي بدأت في عام 1913. أصدرت العديد من الدول طوابع شبه بريدية لجمع الأموال للصليب الأحمر في الحرب العالمية الأولى. وعادةً ما تكون الرسوم الإضافية جزءاً بسيطاً من القيمة الاسمية؛ وفي وقت ما كان الاتحاد الدولي للطوابع البريدية يقاطع رسمياً الطوابع التي تزيد الرسوم الإضافية فيها عن 50% من القيمة الاسمية، قائلاً إن مثل هذه الإصدارات تستغل جامعي الطوابع.
أصدر البريد الملكي البريطاني، الوافد الجديد نسبيًا في مجال الطوابع شبه البريدية، أول طابع من هذا النوع في عام 1975 بطابع من فئة 4 ونصف وبعلاوة قدرها 1 ونص للأعمال الخيرية، مما يجعل التكلفة الإجمالية 6 بنسات، مع تخصيص الأموال للجمعيات الخيرية المعنية بالصحة والمعوقين. لم يعتبر إصدار الطوابع ناجحاً ولم يصدر سوى القليل من الطوابع شبه البريدية في المملكة المتحدة منذ ذلك الحين.
وحذت بعض الدول غير الأوروبية حذوها؛ وغالباً ما تصدر أقاليم جزر كوك ونيوي المرتبطة بنيوزيلندا طوابع عيد الميلاد أو عيد الفصح في مجموعتين من القيم، مع مجموعة واحدة ذات رسوم إضافية خيرية. لكن الطوابع شبه البريدية لا تزال أوروبية في الغالب. وعلى النقيض من ذلك، تعد الولايات المتحدة وافدًا جديدًا على الطوابع شبه البريدية، حيث كان أول طابع شبه بريدي لها هو طابع أبحاث سرطان الثدي الذي صدر في يوليو 1998. وحتى عام 2016 أُصدرت أربعة طوابع بريدية إضافية، ثلاثة منها لقضايا أخرى والرابع إعادة إصدار طابع سرطان الثدي. وقد سمح قانون لاحق بإصدار خمسة طوابع أخرى على فترات كل عامين. وصدر أول طابع لمرض الزهايمر في نوفمبر 2017.
لا تصدر الطوابع شبه البريدية دائماً على أساس منتظم لقضايا الصحة والقضايا المماثلة؛ فقد صدرت في بعض الأحيان كوسيلة لجمع الأموال للإغاثة في حالات الكوارث. وعادةً ما تُباع هذه الطوابع كطوابع بريدية خيرية، على الرغم من أنه في بعض الأحيان، كما هو الحال مع طوابع إغاثة اللاجئين في الهند عام 1971، أصبحت التكلفة الزائدة إلزامية. أحد الطوابع شبه البريدية الأعلى قيمة هو طابع «صندوق إعادة البناء» الخاص بجزر فوكلاند، الذي صدر عام 1982 بعد الغزو الأرجنتيني. كان هذا الطابع يستهدف في المقام الأول هواة جمع الطوابع، وكانت قيمته البريدية 1 جنيه إسترليني مع إضافة جنيه إسترليني واحد كضريبة إضافية.
عادة ما توجد الطوابع الخيرية للإغاثة في حالات الكوارث في دول الجزر الصغيرة نتيجة للكوارث الطبيعية، كما في حالة طوابع الإغاثة من الأعاصير في سانت فنسنت وجزر غرينادين عام 1980، وطابع الإغاثة من الإعصار في تونغا عام 1982. في هذه الحالات، غالبًا ما تستعمل الإصدارات الحالية مطبوعًا عليها نص يشير إلى سبب الرسوم الإضافية.

## معرض صور

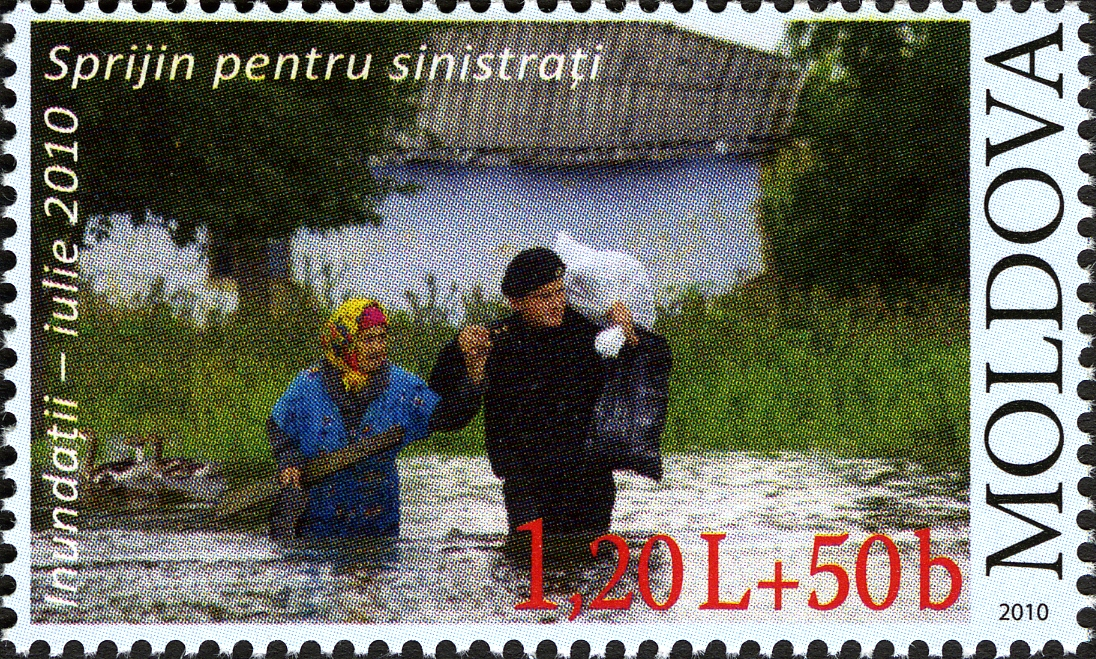
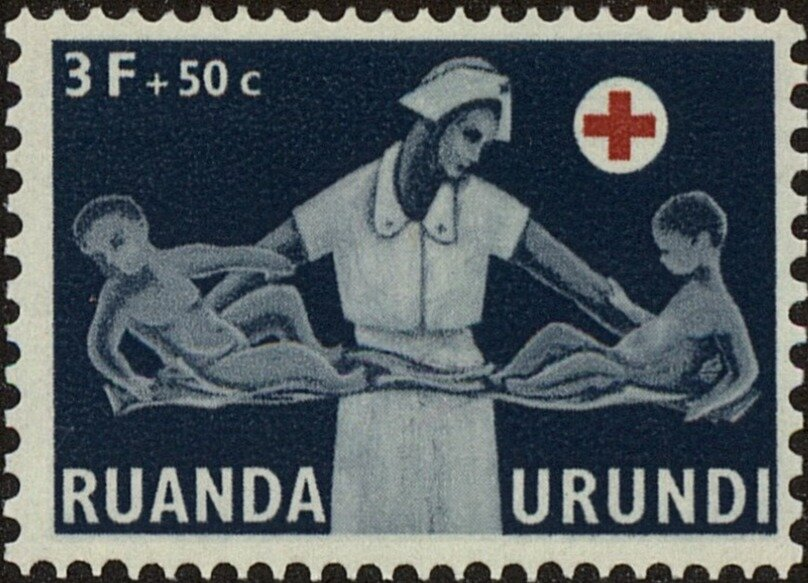
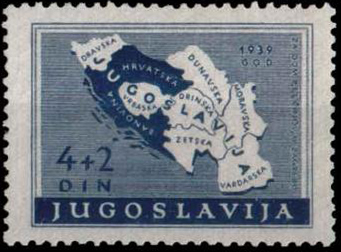
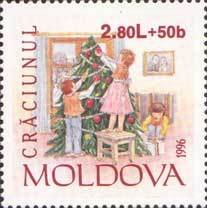

## الملاحظات
1. ↑  مثل قضية خيرية
2. ↑  مثل نيوزيلندا، التي تصدر طوابع صحية سنوياً منذ عام 1929
3. ↑  طابع ضريبة بريدية